# Problepsis plagiata
Problepsis plagiata är en fjärilsart som beskrevs av Butler 1881. Problepsis plagiata ingår i släktet Problepsis och familjen mätare. Inga underarter finns listade i Catalogue of Life.